# Tlacuapan
Tlacuapan es una localidad de México perteneciente al municipio de Huautla en el estado de Hidalgo.

## Geografía
Se encuentra en la región Huasteca; a la localidad le corresponden las coordenadas geográficas 20° 02’ 25.418” de latitud norte y 98° 18’ 23.1” de longitud oeste, con una altitud de 484 m s. n. m. Cuenta con un clima semicálido húmedo con lluvias todo el año.
En cuanto a fisiografía se encuentra dentro de las provincia de la Sierra Madre Oriental, dentro de la subprovincia del Carso Huasteco; su terreno es de sierra. En lo que respecta a la hidrografía se encuentra posicionado en la región del río Panuco, dentro de la cuenca del río Moctezuma, en la frontera de las subcuencas del río Calabozo.

## Demografía
En 2020 registró una población de 501 personas, lo que corresponde al 2.43 % de la población municipal. De los cuales 238 son hombres y 263 son mujeres. Tiene 153 viviendas particulares habitadas.
| Gráfica de evolución demográfica de Tlacuapan entre 1950 y 2020                              |
|                                                                                              |
| Población de los censos y conteos del Instituto Nacional de Estadística y Geografía (INEGI). |

## Economía
La localidad tiene un grado de marginación alto y un grado de rezago social medio.